# شريفة ماهر
شريفة ماهر (13 مارس 1937 [محل شك] - 26 أكتوبر 2024)، ممثلة ومغنية مصرية.

## عن حياتها
ولدت في حي حلوان بمصر، عملت في المسرح والسينما والتلفزيون، حصلت على شهادة من المدارس الفرنسية، لمعت في أدوار الفتاة القوية الشخصية في السينما، وبدأت حياتها الفنية الإحترافية مبكراً بأدوار صغيرة في فيلمي (بلد المحبوب، وأسرار الناس) وكان عمرها 14 عاماً. ومن أشهر أعمالها في السينما: (أديني عقلك، إسماعيل يس في البوليس، الفانوس السحري، أعز الحبايب، شاطئ الحب، كرامة زوجتي، المصير). الجدير بالذكر أن الفنانة شريفة أشارة في إحدى اللقاءات التلفزيونية مشاركتها إلى جانب والدها بدور عابر وهي طفلة بعمر التاسعة أو العاشرة في فيلم سلطانة الصحراء 1947م.

### حياتها الأسرية
تزوجت شريفة ماهر في الرابعة عشر من عمرها، من مؤسس نادي الزمالك محمود شوقي، وأنجبت له ثلاثة أبناء (مجدي، شريف، ناهد). وبحسب ما نقلت صحيفة الوطن المصرية فإنها تزوجت في فترة ما من حياتها وانفصلت دون ذكر أي معلومات عن زوجها. وكانت زيجتها الثالثة من لاعب الإسكواش "عبد الواحد عبد العزيز" وأنجبت منه الممثل «طارق عبد الواحد». ثم تزوجة من رجل يدعى "سيد إبراهيم" ولها منه (محمد، نيفين). ابنتها الصغرى "نيفين" دخلت مجال التمثيل تحت اسم "نيفين ماهر" في ثلاثة أعمال تلفزيونية وسينمائية (مسلسل آخر الخط سنة 2003، ومسلسل عقدة ماما عزيزة، وفيلم الريس عمر حرب)، لكنها تركت الفن، واتجهت إلى العمل في أحد البنوك.
جدير بالذكر، أن شريفة ماهر عاشت لفترة من حياتها في السويد، وتحمل الجنسية السويدية إلى جانب المصرية، وهي جدة رامي شعبان - حفيد محمود شوقي - حارس مرمى نادي أرسنال السابق ومنتخب السويد.

## أعمالها

### الأفلام
- 1951: بلد المحبوب
- 1951: أسرار الناس
- 1952: غلطة أب
- 1952: أنا بنت مين
- 1952: اديني عقلك
- 1953: مجلس الإدارة
- 1953: ظلموني الحبايب
- 1953: المقدر والمكتوب
- 1954: كدت أهدم بيتي
- 1954: فالح ومحتاس
- 1954: تحيا الرجالة
- 1954: ارحم دموعي
- 1955: من رضي بقليله
- 1956: إسماعيل يس في البوليس
- 1956: إزاي أنساك
- 1957: المتهم
- 1959: صخرة الحب
- 1960: الفانوس السحري
- 1961: لن أعترف
- 1961: شاطئ الحب
- 1961: أعز الحبايب
- 1963: رابعة العدوية
- 1964: فاتنة الجماهير
- 1965: كيندار الجبار
- 1965: المدير الفني
- 1965: العقلاء الثلاثة
- 1966: قصر الشوق
- 1966: فارس الصحراء
- 1966: الحياة حلوة
- 1967: كرامة زوجتي
- 1975: جفت الدموع
- 1984: الفرن
- 1986: كلمة السر
- 1986: عذراء وثلاثة رجال
- 1986: بئر الاوهام
- 1997: المصير
- 2000: رجل له ماضي
- 2000: أبناء الشيطان

### المسلسلات
- 1973: نوارة
- 1985: برديس
- 1998: أوراق مصرية (ج1)
- 2005: دوائر الشك
- 2008: عزيز على القلب
- 2014: فيفا أطاطا

### المسرحيات
- 1984: السيدة حرمه

## روابط خارجية
- شريفة ماهر على موقع IMDb (الإنجليزية)
- شريفة ماهر على موقع الدهليز
- شريفة ماهر على موقع قاعدة بيانات الأفلام العربية
- شريفة ماهر على موقع قاعدة بيانات الفيلم (الإنجليزية)